# Asteroschema clavigerum
Asteroschema clavigerum är en ormstjärneart som beskrevs av Addison Emery Verrill 1894. Asteroschema clavigerum ingår i släktet Asteroschema och familjen Asteroschematidae. Inga underarter finns listade i Catalogue of Life.